# Momordica cymbalaria
Momordica cymbalaria är en gurkväxtart som beskrevs av Fensl och Naud. Momordica cymbalaria ingår i släktet Momordica och familjen gurkväxter. Inga underarter finns listade i Catalogue of Life.

## Bildgalleri

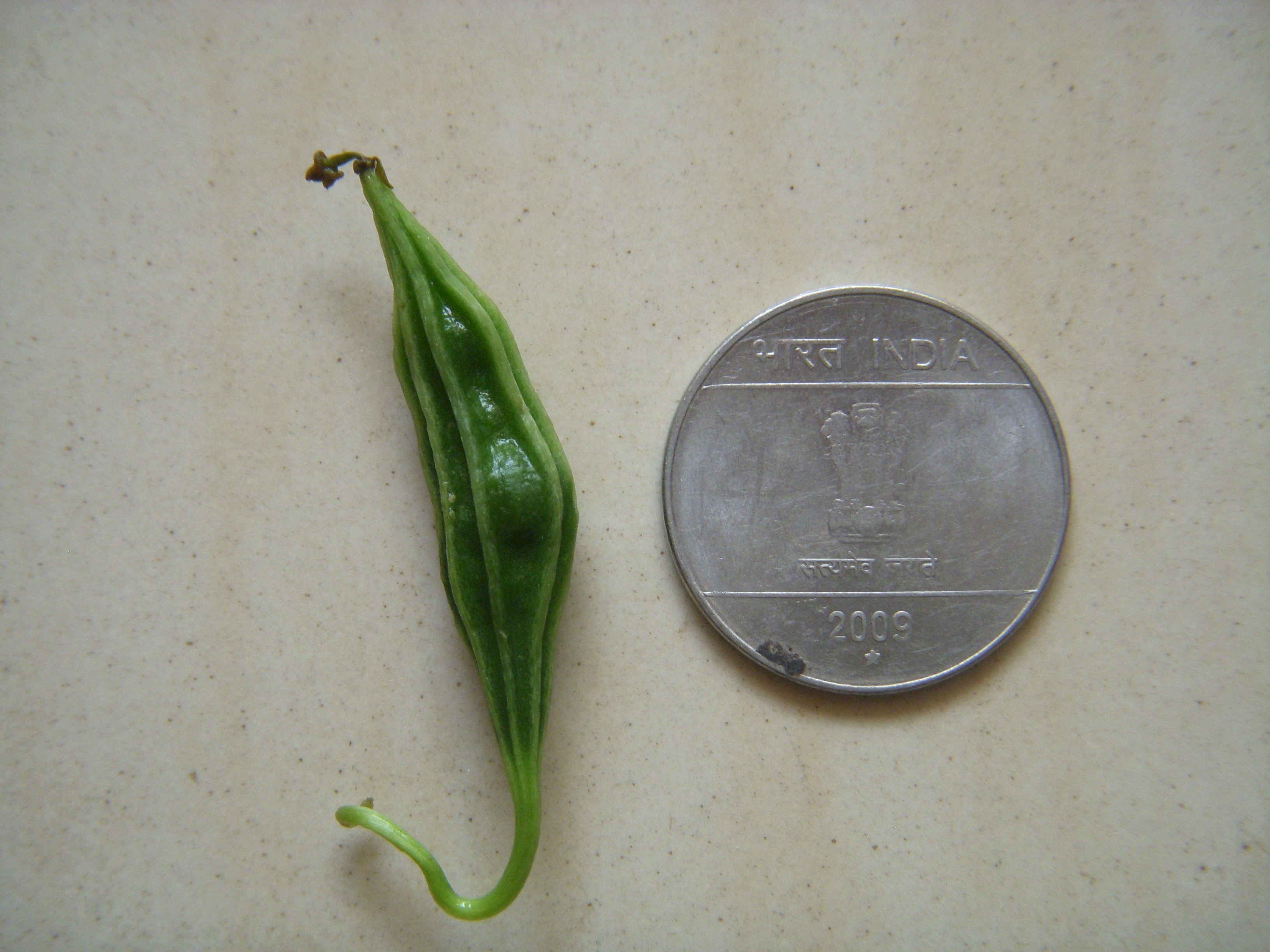
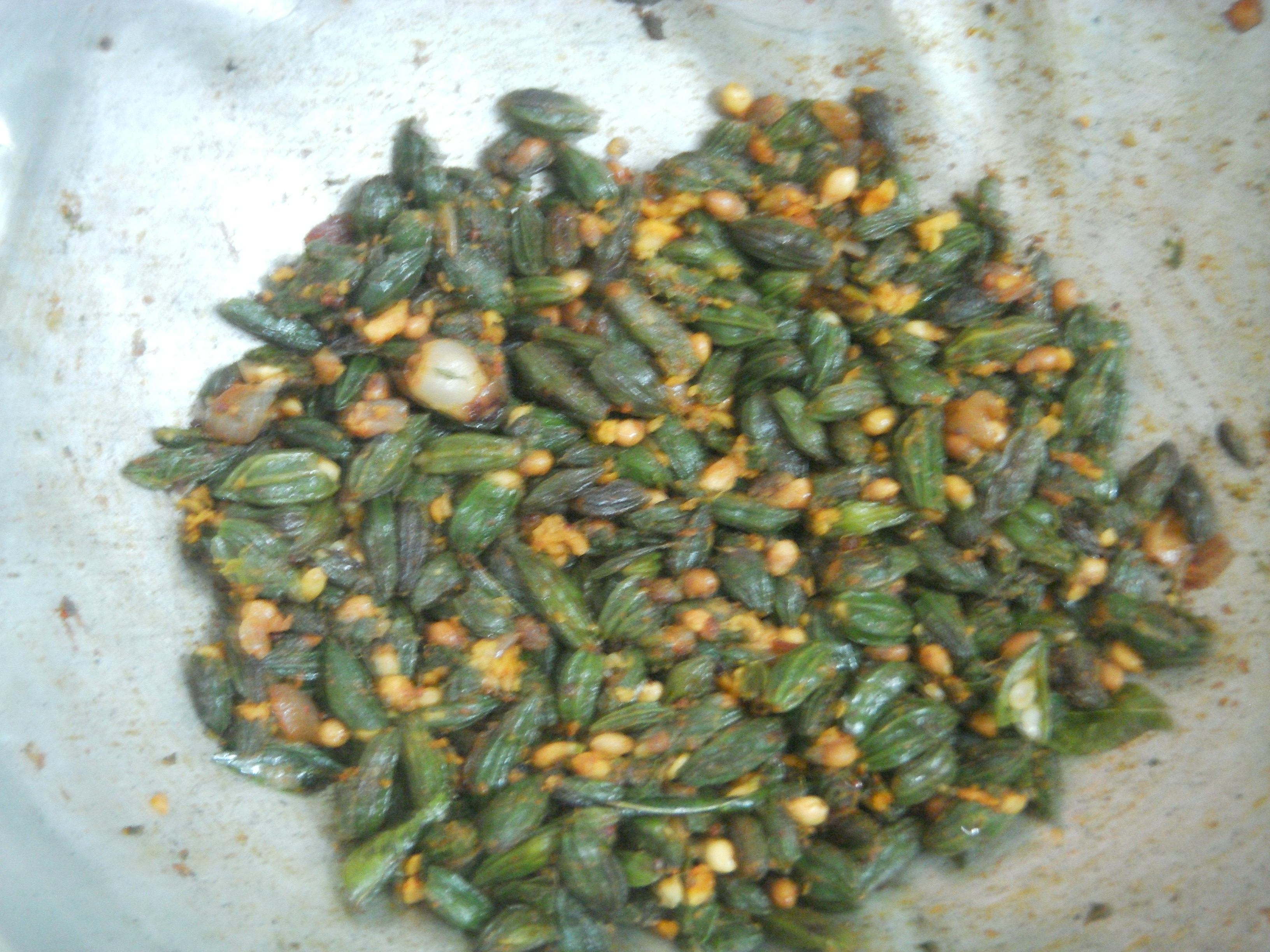